# فنجان شاي

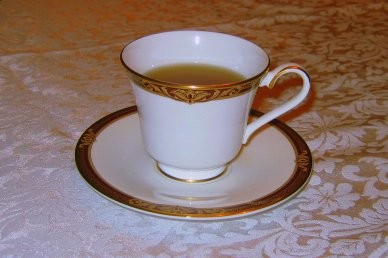
فنجان شاي في صحن

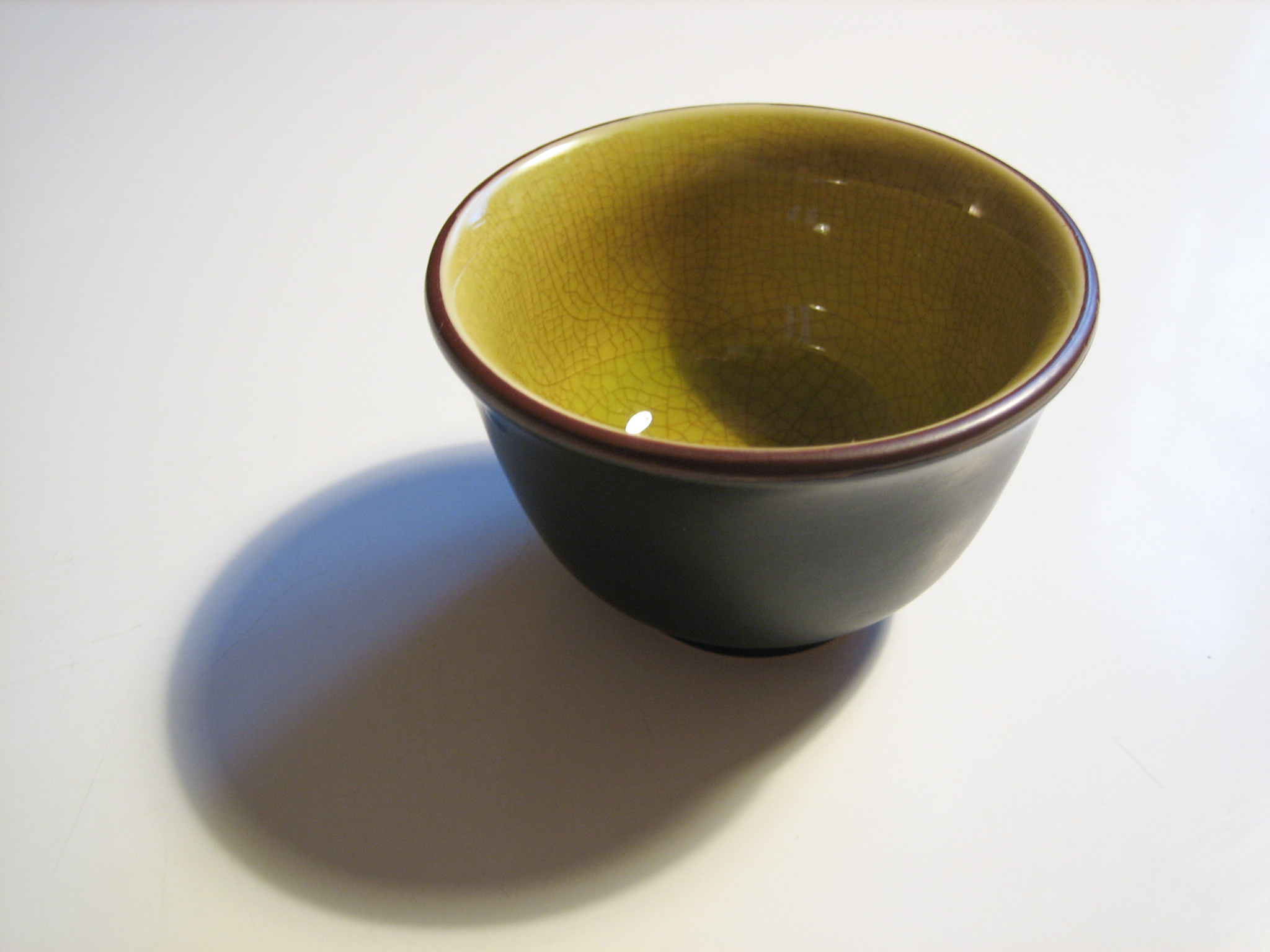
وعاء الشاي بدون عروة.

فنجان الشاي هو قدح يستعمل لشرب الشاي، وقد كون مصحوب بصحن أو بدونه، وعادة قطعة الفنجان تكون واحدة صغيرة يتم حملها بأصبعين من أصابع اليد (أصبع الأبهام مع السبابة عادة). وفي بعض المناطق التي هي مخصصة لرفع الأصبع الماضي من جهة، أو أصبع الخنصر عند الشرب من كوب الشاي. وعادة ما يصنع الفنجان من مادة السيراميك. وهي عادة ما تكون جزءا من مجموعة مؤلفة من الكأس والصحن والذي يكون مطابقا لشكل الكأس مع صحن آخر يتضمن كعكة أو شطيرة أو غير ذلك. وهذه بدورها قد تكون جزءاً من مجموعة الشاي في تركيبة مع إبريق الشاي، وإبريق للحليب، وإبريق آخر يسمى وعاء السكر وآخر يستخدم لفضلات الطعام وهو وعاء خاص. وأقداح الشاي غالباً ما تكون أوسع وأقصر من فناجين القهوة. وأكواب الشاي المستخدمة في وقت الصباح أكبر نوعا ما من أكواب الشاي التي تستخدم في وقت الظهيرة عادة.
أقداح الشاي وعادة ما تكون مصنوعة من الخزف الأبيض الشفاف وتزين بألوان مع الأنماط التي قد تكون خاصة مع خدمات العشاء وهي منتشرة على نطاق واسع، وهناك بعض من هواة جمع العديد من الأنواع المختلفة من مجموعة الكأس والصحون والتي تكون متطابقة، وقد تكون هذه الكؤوس مزينة بصور معينة ضمن الديكور وتمنح كهدايا تذكارية من موقع أو شخص أو في مناسبة معينة، وللمجموعة ملاعق من مادة الفضة مع ادخال المينا التي زينت بالصور والزخرفة، مع مواضيع مماثلة .
في ثقافة أقداح الشاي في الصين وتكون هي صغيرة وعادة تحمل ما لا يزيد عن 30ML من السوائل . وهي مصممة ليتم استخدامها مع أقداح الشاي ييشينغ، ويقال أن أقداح الشاي اليابانية ليس لها مقابض لذلك يمكن للمرء أن يقيس ما إذا كانت درجة حرارة الشاي جاهزة للاستهلاك أو ساخنة لا يمكن أحتساؤها فيما إذا كان الجو حارا جدا وتؤذي الشخص وهو يشربه. وفي بلدان القرن الإفريقي مثل إريتريا أيضا تستخدم أكواب بلا عروة للشرب كالتي تستخدم في القهوة التقليدية هناك. وفي كثير من الأحيان يتم تقديم الشاي في الثقافات الناطقة باللغة الروسية وغرب آسيا التي تتأثر بتقليد الشاي في الإمبراطورية العثمانية قديما يتم تقديمه في كوب وضعت في حاوية معدنية منفصلة مع مقبض.
وصنعت بعض فناجين الشاي بشكل أكواب صغيرة وكانت هي المفضلة على وجه التحديد لشرب الشاي والمشروبات الساخنة عندما كان ينظر إليهِ حديثاً في أوروبا في القرن ال17 من مينا الياباني من العمارى أو من مينا الصيني كانتون. ولكن أوعية الشاي في الشرق الأقصى وفي الصين تحديدا كانت بلا مقابض، وكان التقليد الأوروبي المفضل للفنجان أو القدح بدون مقبض، والتي أستوردت من ميسين، أقداح بدون مقابض أيضا. وفي مطلع القرن ال19 بدأ تصنيع أقداح فخارية على شكل إسطواني مع مقابض وأصبحت بديلا للمألوف وكذلك صنعت الأكواب على شكل وعاء مع صحن، وأنتشرت في أوربا.